# Django Cissé
Pour les articles homonymes, voir Cissé.
Django Cissé est un photographe malien né en 1945 à Kita.

## Biographie
Après des études de dessin à l'Institut national des arts de Bamako, Django Cissé est nommé professeur au lycée de Badalabougou à Bamako. Il accepte d'acheter à un lycéen en manque d'argent un appareil photo et va apprendre ainsi la photographie.
Après avoir utilisé ses élèves comme modèle, il se spécialise rapidement dans la photo de paysage et de monument, initiant la carte postale au Mali pour répondre à une demande de touristes en 1973. Il photographie alors les monuments de Bamako et les sites touristiques maliens, dont Djenné, Tombouctou et le pays dogon.
Il effectue également des reportages en Côte d'Ivoire (cérémonie d'inauguration de la basilique Notre-Dame-de-la-Paix de Yamoussoukro, obsèques du président Félix Houphouët-Boigny), en Guinée, au Sénégal et au Burkina Faso.
Une exposition lui est consacrée en 2011 à la Bibliothèque nationale du Mali.
En janvier 2020, il expose ses archives dans sa maison de Bamako, avec celles de son frère Amadou Baba, lui aussi photographe professionnel.